# Adam von Fulda
Adam von Fulda (ur. ok. 1445 w Fuldzie, zm. w 1505 w Wittenberdze)   – niemiecki kompozytor i teoretyk muzyki okresu renesansu. 
Studiował prawdopodobnie w południowych Niemczech . Do ok. 1490 przebywał w zakonie benedyktynów w Vornbach, niedaleko Pasawy . 
W latach 1490–1498 pozostawał w służbie elektora saskiego księcia Fryderyka III Mądrego na dworze w Torgau jako śpiewak i kapelmistrz, a od 1492  lub 1494  także jako historiograf  . 
W 1502 wykładał na nowo utworzonym Uniwersytetu w Wittenberdze. Zmarł w czasie zarazy w 1505.
W 1490 ukończył traktat De musica , w którym opowiedział się za wokalizacją w stylu a cappella i podzielał poglądy Johannesa Tinctorisa w kwestii konsonansów i dysonansów . Zwracał też uwagę na rozwój muzyki instrumentalnej i na różnice między wokalnym a instrumentalnym traktowaniem głosów. Jego poglądy, zwłaszcza w dziedzinie teorii menzuralnej, wywarły znaczny wpływ m.in. na Sebastiana z Felsztyna .